# Estoril Open 2009
Estoril Open 2009 — тенісний турнір, що проходив на відкритих кортах з ґрунтовим покриттям. Це був 20-й за ліком Estoril Open серед чоловіків і 13-й — серед жінок. Належав до категорії 250 у рамках Туру ATP 2009, а також до категорії International у рамках Туру WTA 2009. І чоловічі, і жіночі змагання відбулись на Національному стадіоні в Оейраші (Португалія). Тривали з 2 до 10 травня 2009 року.

## Учасники

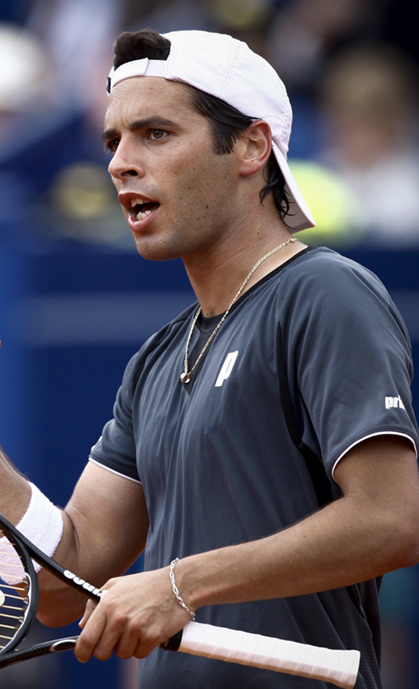
Альберт Монтаньєс виграв свій другий титул за кар'єру

### Сіяні пари
| Гравець           | Країна    | Рейтинг* | Сіяний |
| ----------------- | --------- | -------- | ------ |
| Жиль Сімон        | Франція   | 7        | 1      |
| Микола Давиденко  | Росія     | 11       | 2      |
| Давид Феррер      | Іспанія   | 14       | 3      |
| Джеймс Блейк      | США       | 16       | 4      |
| Давід Налбандян   | Аргентина | 18       | 5      |
| Марді Фіш         | США       | 28       | 6      |
| Альберт Монтаньєс | Іспанія   | 33       | 7      |
| Флоран Серра      | Франція   | 48       | 8      |

- Рейтинг подано of 27 квітня 2009.

### Інші учасники
Нижче наведено учасників, які отримали вайлд-кард на участь в основній сітці:
- Жиль Сімон
- Гастон Гаудіо
- Руї Мачадо

Нижче наведено гравців, які пробились в основну сітку через стадію кваліфікації:
- Пабло Куевас
- Михайло Кукушкін
- Рікардо Хосевар
- Раян Світінг

## Учасниці

### Сіяні учасниці
| Гравчиня             | Країна    | Рейтинг* | Сіяна |
| -------------------- | --------- | -------- | ----- |
| Івета Бенешова       | Чехія     | 29       | 1     |
| Марія Кириленко      | Росія     | 38       | 2     |
| Сорана Кирстя        | Румунія   | 40       | 3     |
| Сабіне Лісіцкі       | Німеччина | 42       | 4     |
| Петра Квітова        | Чехія     | 48       | 5     |
| Катерина Макарова    | Росія     | 51       | 6     |
| Шахар Пеєр           | Ізраїль   | 53       | 7     |
| Анна-Лена Гренефельд | Німеччина | 57       | 8     |

- Рейтинг подано станом на 27 квітня 2009.

### Інші учасниці
Нижче наведено учасниць, які отримали вайлд-кард на участь в основній сітці:
- Неуза Сілва
- Фредеріка Пієдаде
- Марія Жуан Келер

Нижче наведено гравчинь, які пробились в основну сітку через стадію кваліфікації:
- Ева Фернандес Бругес
- Шерон Фічмен
- Сільвія Солер-Еспіноса
- Олена Бовіна

## Фінальна частина

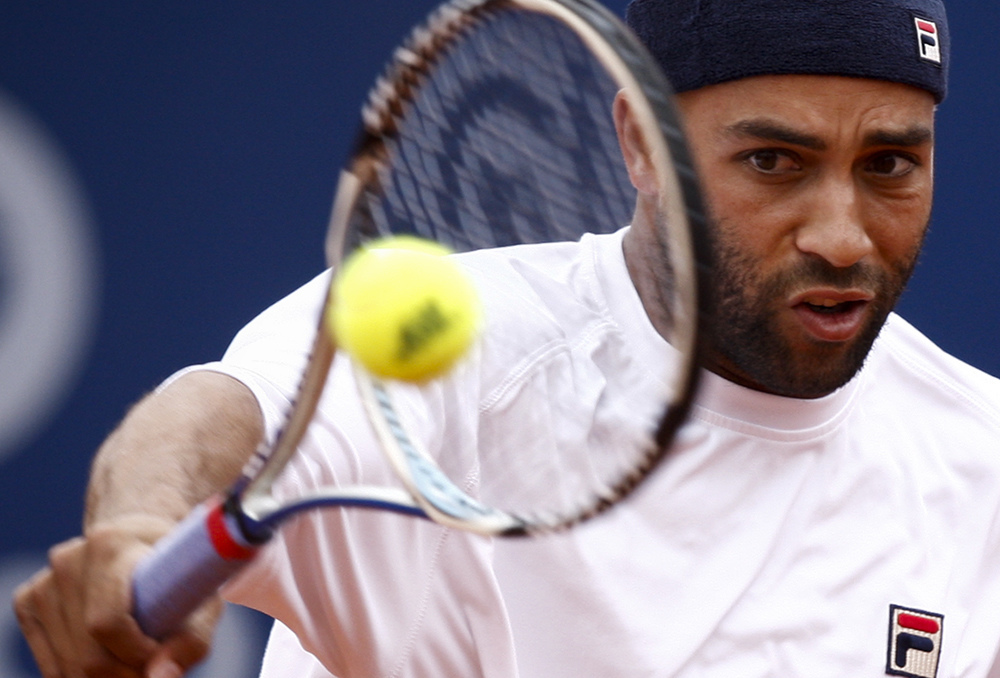
Фіналіст в одиночному розряді Джеймс Блейк

### Чоловіки. Одиночний розряд
Альберт Монтаньєс —  Джеймс Блейк, 5–7, 7–6(8–6), 6–0
- Для Монтаньєса це був перший титул за сезон і другий за кар'єру.

### Одиночний розряд. Жінки
Яніна Вікмаєр —  Катерина Макарова, 7–5, 6–2
- Для Вікмаєр це був перший титул за кар'єру.

### Парний розряд. Чоловіки
Ерік Буторак /  Скотт Ліпскі —  Мартін Дамм /  Роберт Ліндстедт, 6–3, 6–2

### Парний розряд. Жінки
Ракель Копс-Джонс /  Абігейл Спірс —  Шерон Фічмен /  Каталін Мароші, 2–6, 6–3, [10–5]